# Hlinice
Hlinice jsou vesnice, část města Tábor ve stejnojmenném okrese v Jihočeském kraji. Nachází se pět kilometrů severovýchodně od centra Tábora, vlevo od silnice č. 137 Tábor – Mladá Vožice – Načeradec.

## Historie
První písemná zmínka o vesnici pochází z roku 1387. Roku 1400 Hlinice náležela Albertovi z Těchobuze. Roku 1442 zde sídlil Petřík z Hlinice, který si koupil dům na táborském předměstí za sedm kop grošů. Roku 1545 držel ves Prokop Hýlovec z Polkovic, ale následující rok ves vlastnil rod Sádlů z Vrážného. Jan Sádlo byl stoupencem hnutí Mikulášenců. Ten se též účastnil odboje českých stavů proti Habsburkům. Po jeho smrti roku 1619 byl majetek zkonfiskován a patřil Královské komoře. Od ní koupil Hlinici Josef Kořenský z Terešova. Byl zaměstnán jako císařský rada a zemský soudce a Hlinice byla připojena k jeho statku Meziříčí. Soupis poddaných podle víry zde byl proveden v roce 1651 a uvádí jen sedm poddaných nad jednáct let (sedlák Vavřinec se dvěma dcerami a sedlák Pavel Prchlík s manželkou Markytou a dva podruzi). V té době byl v Hlinici jeden pustý mlýn o jednom kole. Roku 1689 přikoupil Ferdinand Filip z Ladronu Hlinici ke svému statku Červené Záhoří.
Ve vsi se pomalu zvyšovala populace. Přistěhoval se kovář Jakub Krejsa, pak zde bylo zbudováno sídlo pro myslivce a hospoda. V roce 1713 byl majitelem vsi hrabě Deym ze Stříteže. V této době zde byly tyto usedlosti: Tomáš Krejčí, ovčín, Pavel Šanda, chalupa Jiřího Valicha, Ondřej, myslivec Jan Dvořák, Václav Rybníkář, kovář Jan Krejsa, Josef Čáp, Adam Janáček, Jan Pokorný a hospoda, v níž šenkoval Matěj Hesoun.
Roku 1771 zde vypukl po velké neúrodě strašný hladomor, který postihl celé české země. Lidé umírali i na polích, hlinečtí se vypravovali do Tábora a prosili měšťany o pomoc. Hladomor trval i roku 1772, kdy se v některých vesnicích okolo Tábora pochovávalo i 15–18 lidí denně. Roku 1775 císař Josef II. vydal robotní patent a obyvatelstvu zmírnil robotní povinnosti. Jména dalších hlinických sedláků: Jakub Voleman (čp. 1), Václav Studenovský (čp. 3), Josef Bílek (čp. 5), Mates Sviták (čp. 6), Jan Bril (čp. 7), Václav Mašek (čp. 9), Josef Dřevo (čp. 11), Jan Macháček (čp. 13), Kašpar Holej (čp. 14). Většina sedláků vykonávala letní ruční robotu jen jeden a půl dne týdně, ale obyvatelé čp. 3 a 7 ji vykonávaly dva dny v týdnu. Číslo popisné 2 byla pastouška, čp. 8 panský dvůr, čp. 10 byla hospoda a čp. 12 byla myslivna. V čísle popisném 17 byla panská židovna.
Roku 1837 byla v Hlinici v domě čp. 2 zřízena škola, za 120 zlatých byly prostory upraveny na učebnu a byt pro učitelského pomocníka. Škole byly poskytovány 4 sáhy dříví na vytápění. Roku 1854 byla škola zrušena a Hlinice byla přiškolena k Měšicím. Farností Hlinice vždy patřila a patří k Chotovinám. Popis diecéze z roku 1862 uvádí v Hlinici (tehdy psané Hlinec) 35 domů se 182 katolíky a 2 židy. Roku 1905 bylo zde 37 domů s 242 českými obyvateli. Osada měla toho roku tyto části: Na Boubíně, Dvorec, Hlinice a na Kimlu.

## Obyvatelstvo
| Rok            | 1869 | 1880 | 1890 | 1900 | 1910 | 1921 | 1930 | 1950 | 1961 | 1970 | 1980 | 1991 | 2001 | 2011 | 2021 |
| -------------- | ---- | ---- | ---- | ---- | ---- | ---- | ---- | ---- | ---- | ---- | ---- | ---- | ---- | ---- | ---- |
| Počet obyvatel | 281  | 281  | 301  | 293  | 242  | 224  | 233  | 188  | 191  | 152  | 179  | 187  | 198  | 206  | 208  |
| Počet domů     | 35   | 35   | 35   | 35   | 37   | 38   | 41   | 42   | 43   | 47   | 52   | 65   | 70   | 74   | 82   |

## Obecní správa
Při sčítání lidu v letech 1850–1920 Hlinice byly osadou obce Čekanice v okrese Tábor. V letech 1921–1975 byly samostatnou obcí v okrese Tábor. Od 1. ledna 1976 jsou částí města Tábor ve stejnojmenném okrese.

## Osobnosti
- Jan Maruna (* 1949) – regionální básník a spisovatel

## Galerie

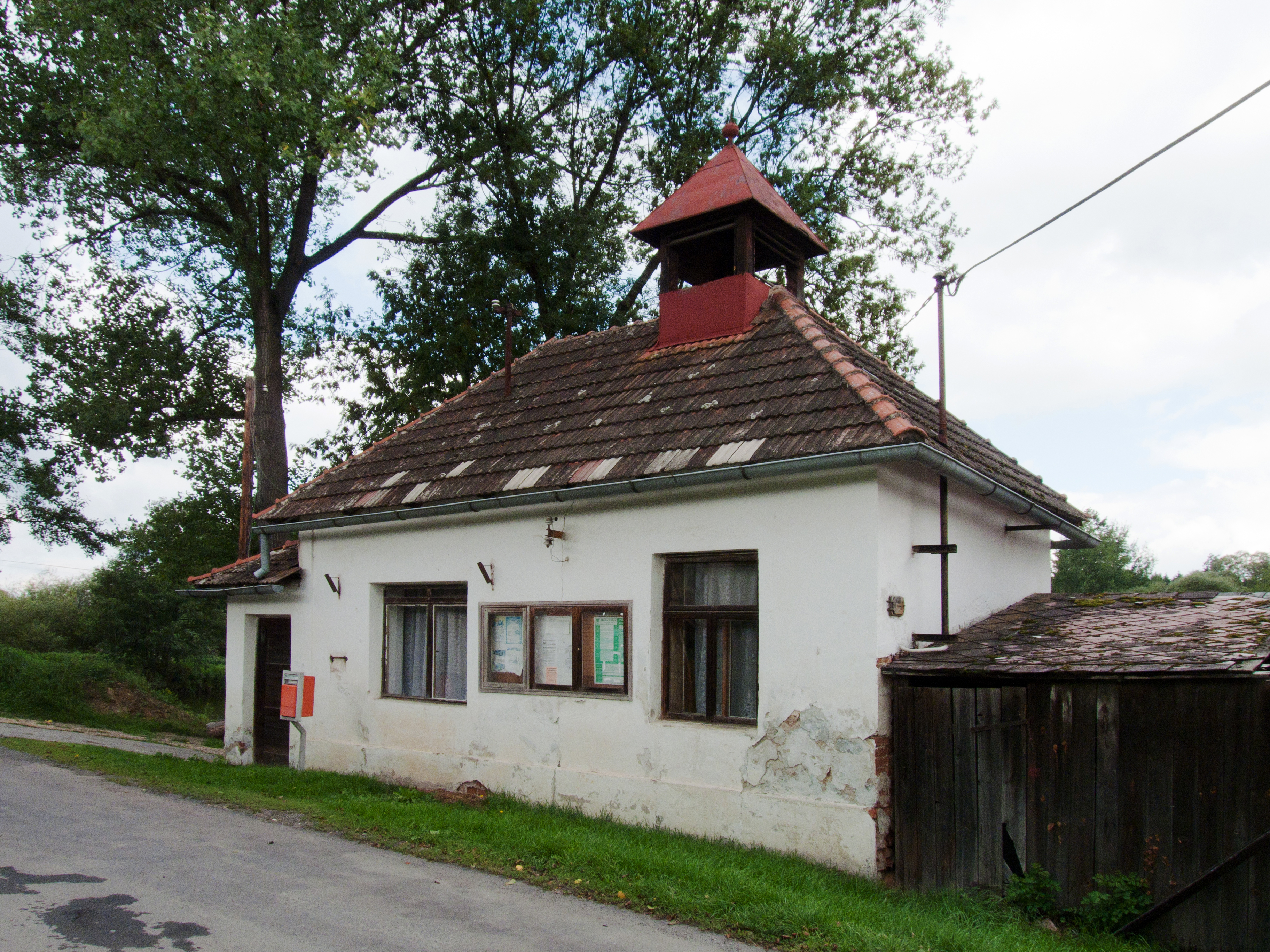
Kaple
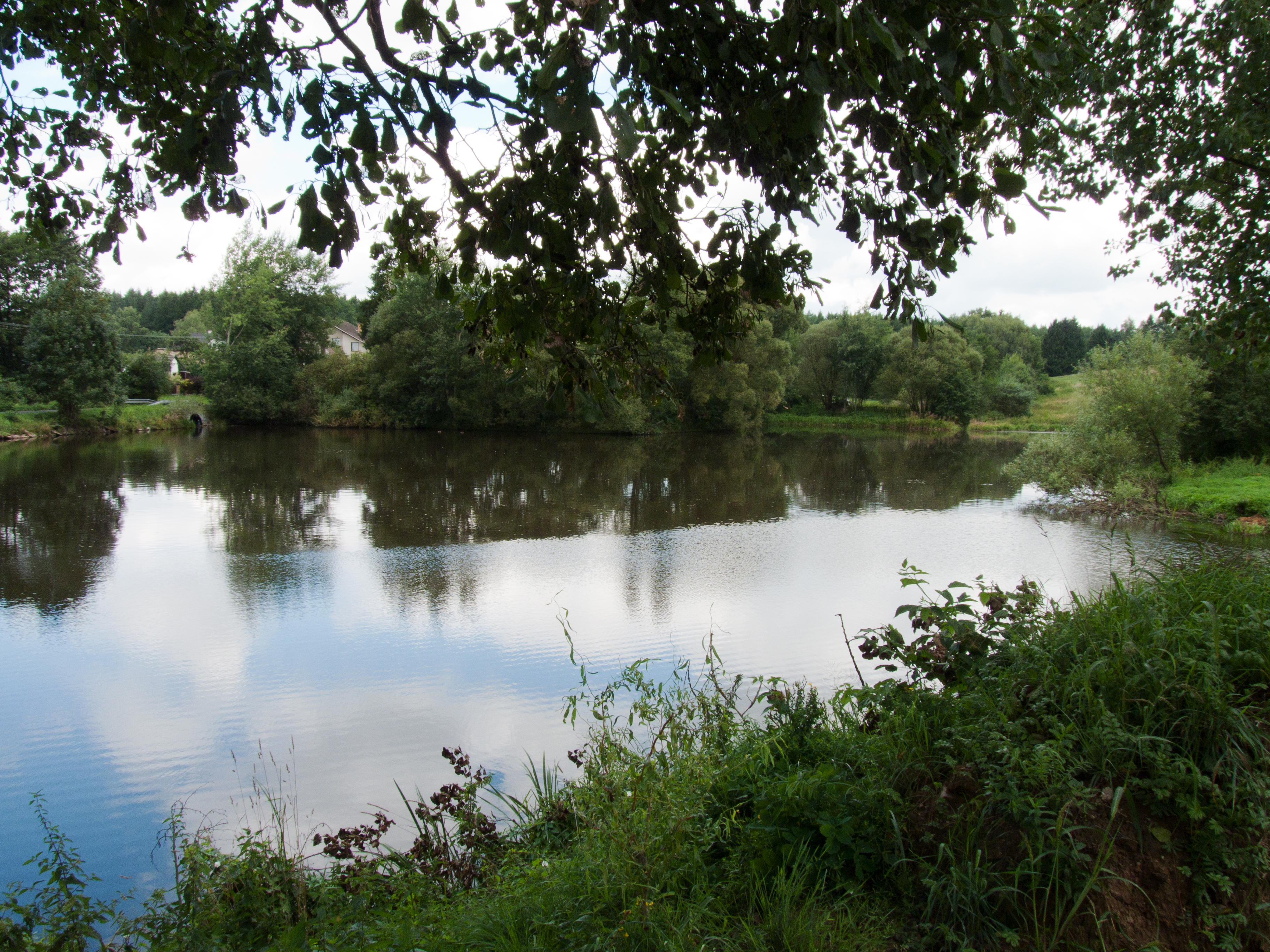
Návesní rybník
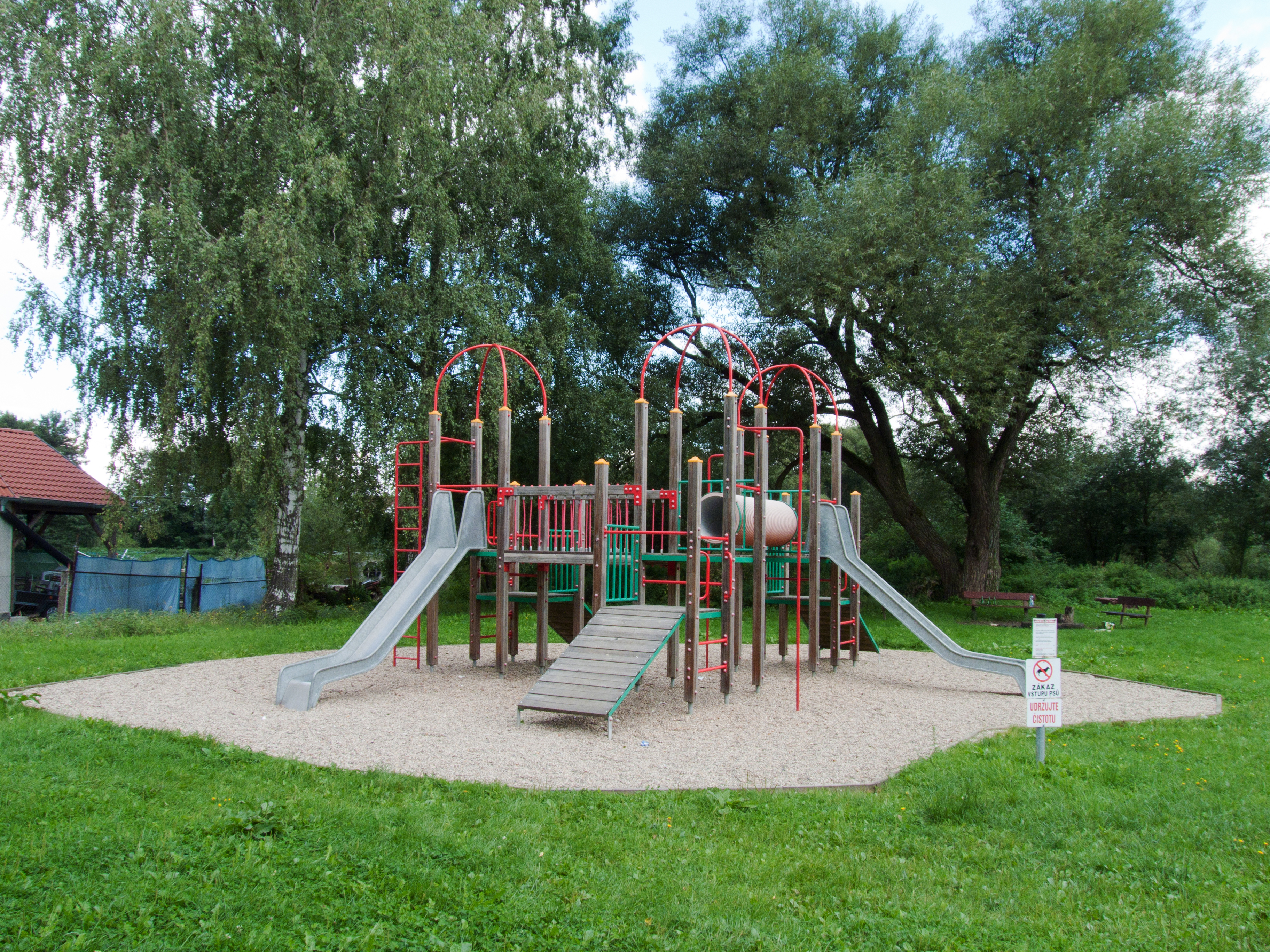
Dětské hřiště
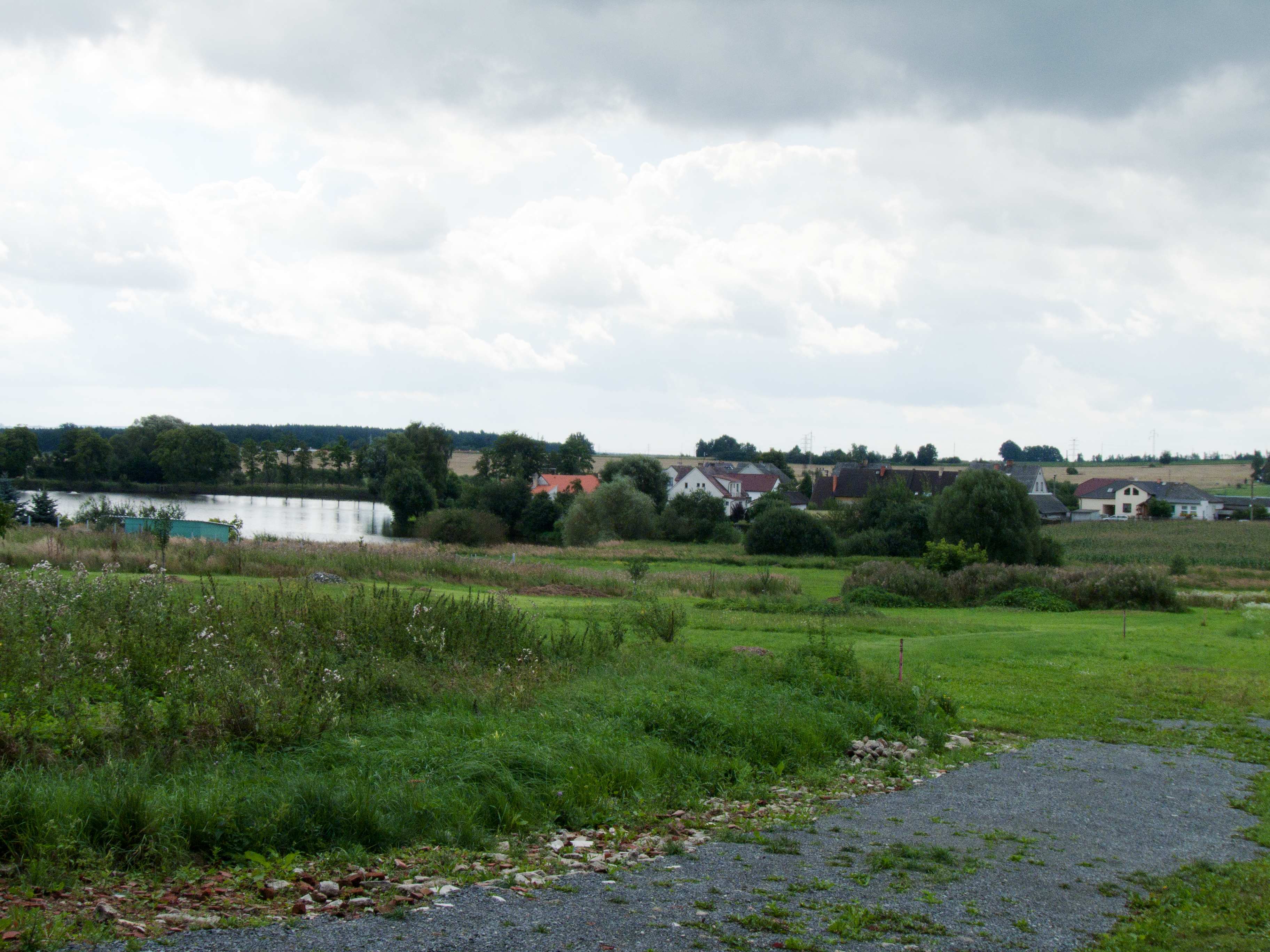
Vesnice od severu
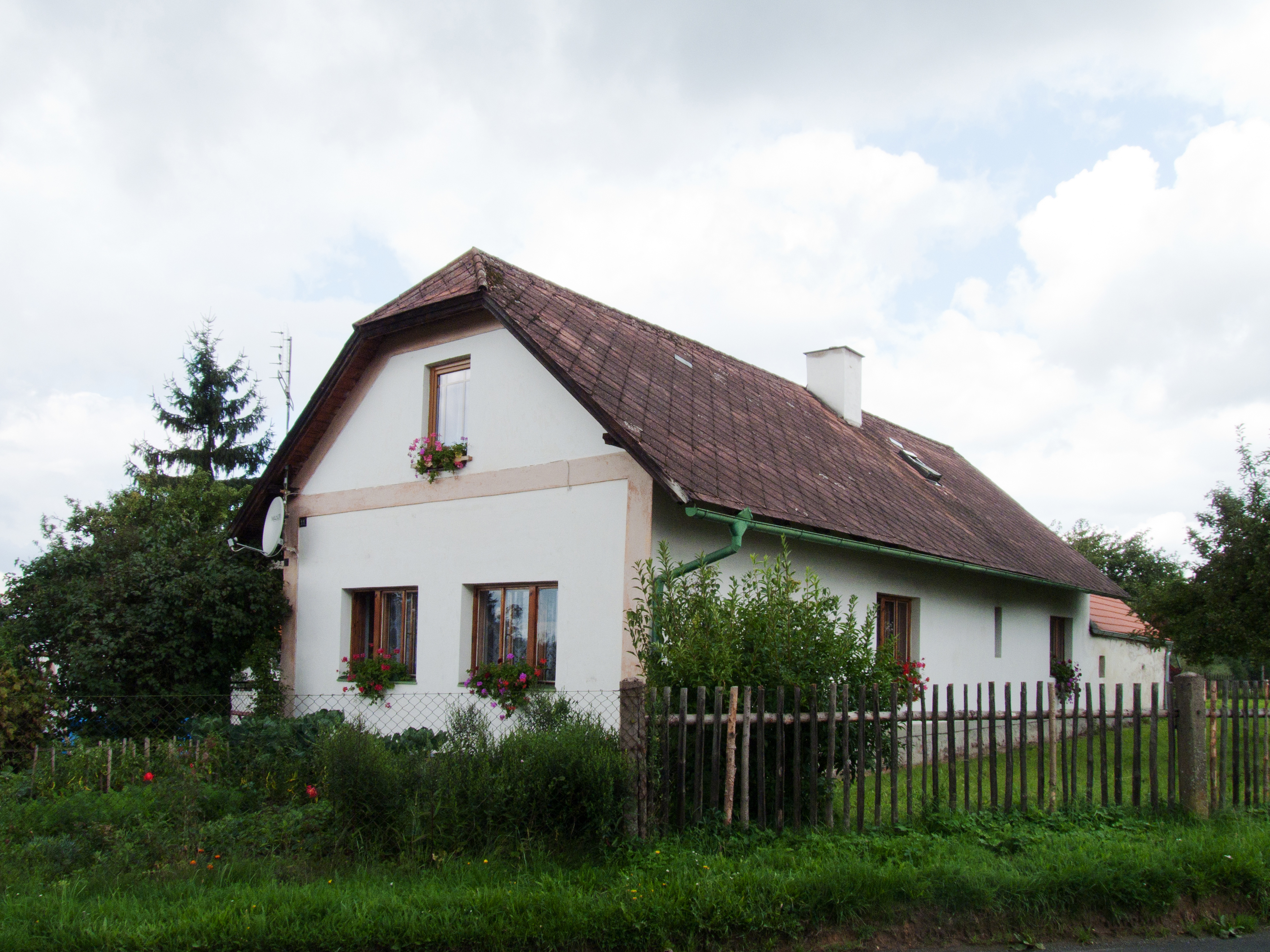
Dům čp. 11
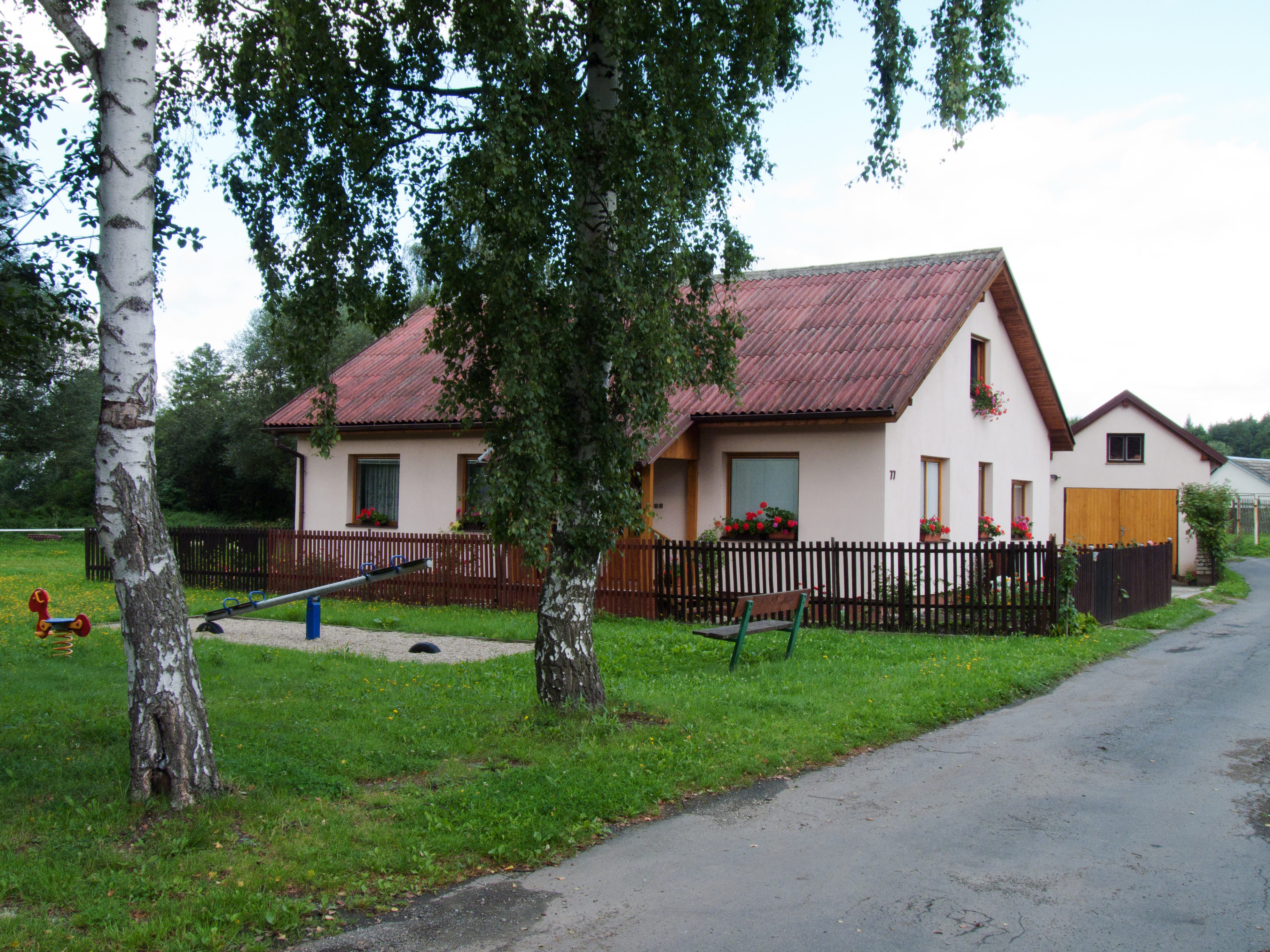
Dům čp. 77
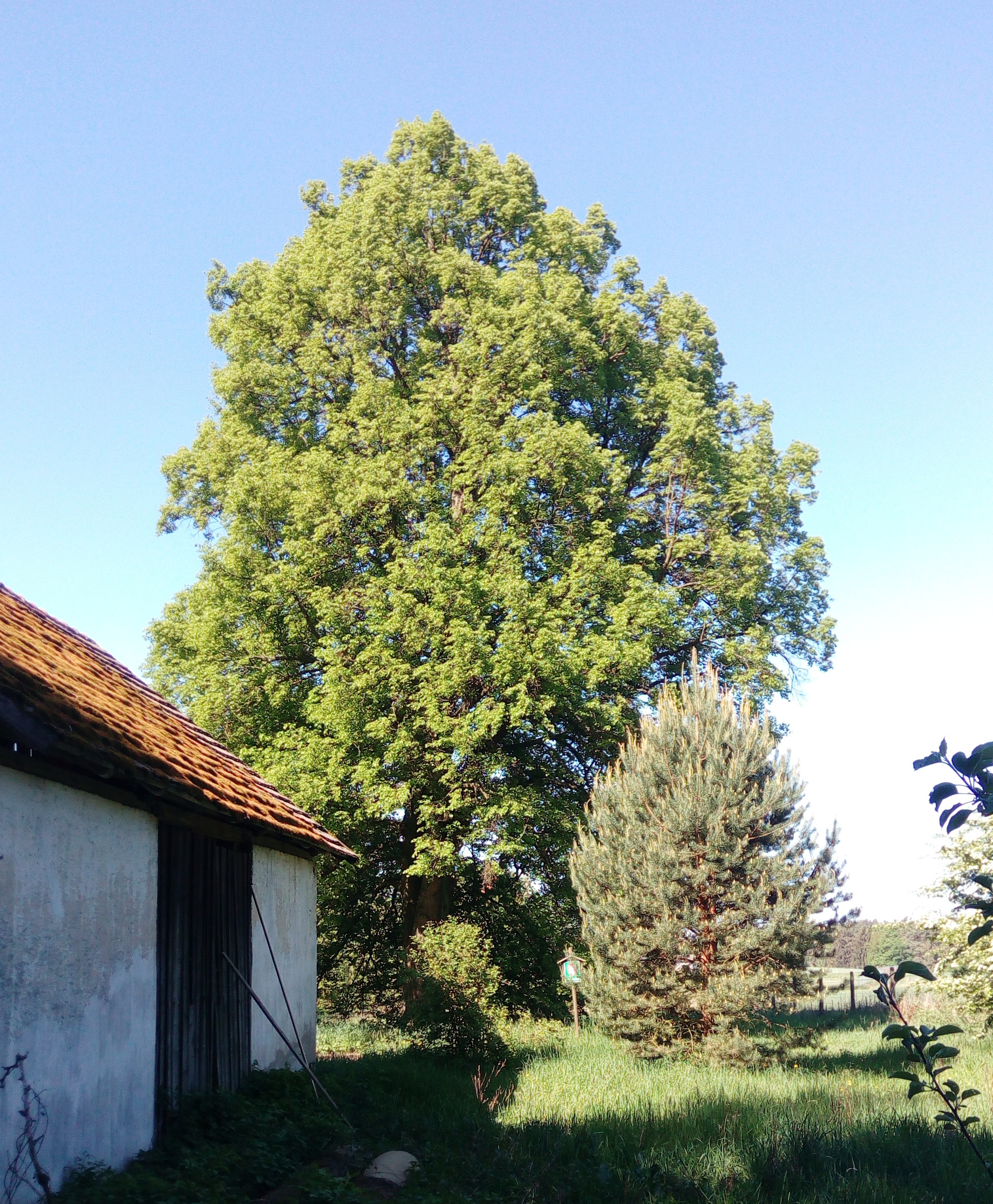
Lípa u hlinické hájovny, památný strom